# Ремаренко Тетяна Яківна
Тетя́на Я́ківна Ремаре́нко (1913, місто Макіївка, тепер Донецької області — ?) — українська радянська діячка, агроном колгоспу імені РСЧА Будьоннівського району Сталінської області. Депутат Верховної Ради УРСР 2-го скликання.

## Біографія
Народилася у родині робітника-шахтаря. Початкову освіту здобула в школі ліквідації неписьменності, потім навчалася на підготовчих курсах та вступила до сільськогосподарського технікуму, який закінчила у 1936 році.
У 1936—1941 роках — лаборант-агроном контрольно-насіннєвої лабораторії у селі Будьоннівці Сталінської області.
Член ВКП(б) з 1939 року.
Під час німецько-радянської війни була евакуйована в східні райони СРСР, працювала агрономом колгоспу «Путь Ленина» Сталінградської області. У 1943 році повернулася в Українську РСР.
У 1943—1946 роках — агроном-зерновик підсобного господарства на станції Лозова Харківської області.
З 1946 року — агроном колгоспу імені РСЧА («Червона Армія») села Красноармійське Будьоннівського району Сталінської області.